# ÖBB 1043
Die Reihe 1043 der Österreichischen Bundesbahnen (ÖBB) waren vierachsige elektrische Universallokomotiven die von 1971 bis 2001 im Einsatz waren. Die Maschinen wurden von ASEA in Schweden gebaut.
Die zehn Loks waren die ersten thyristorgesteuerten E-Loks der ÖBB die aus der Serienbeschaffung der Baureihe Rc2 der Schwedischen Staatsbahnen (SJ) abgezweigt wurden.

## Geschichte

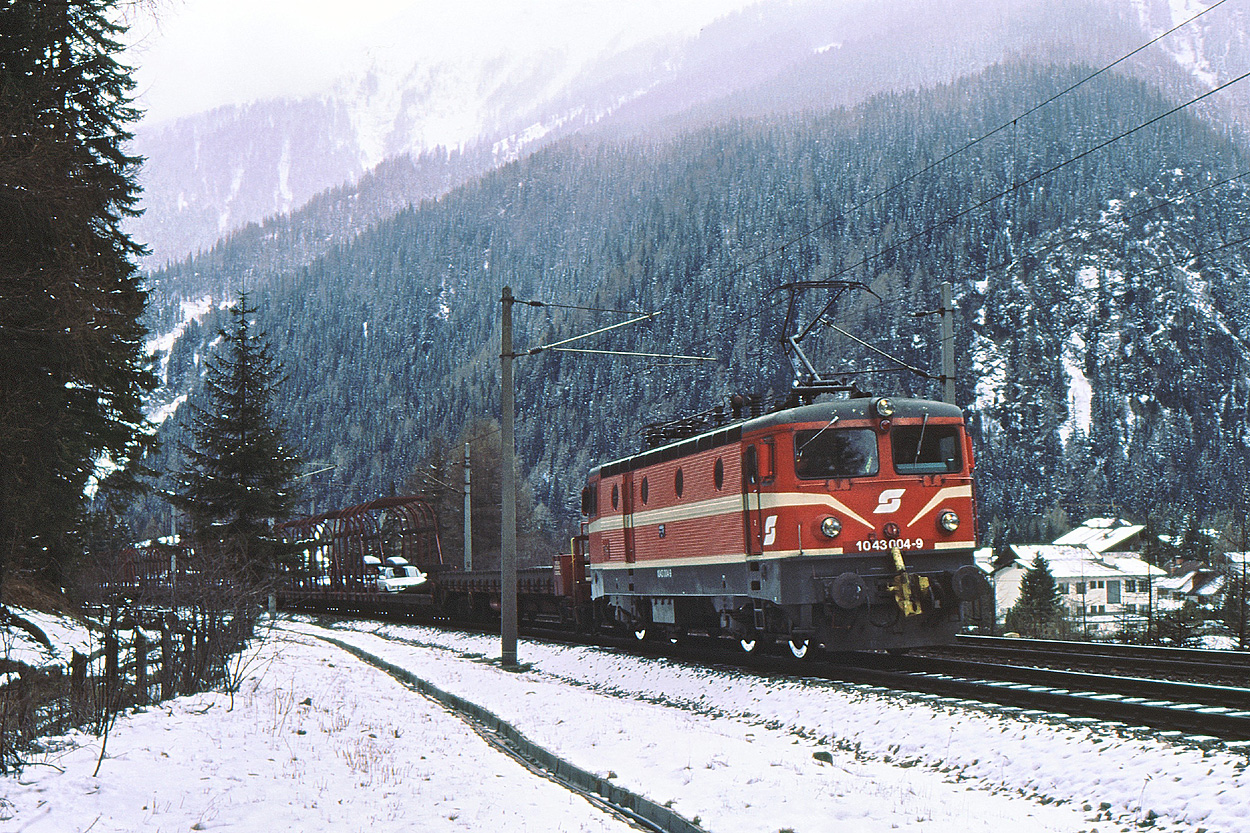
1043 004 war 1998 noch im Originalfarbschema anzutreffen, hier mit Autoschleuse Tauernbahn bei Mallnitz.

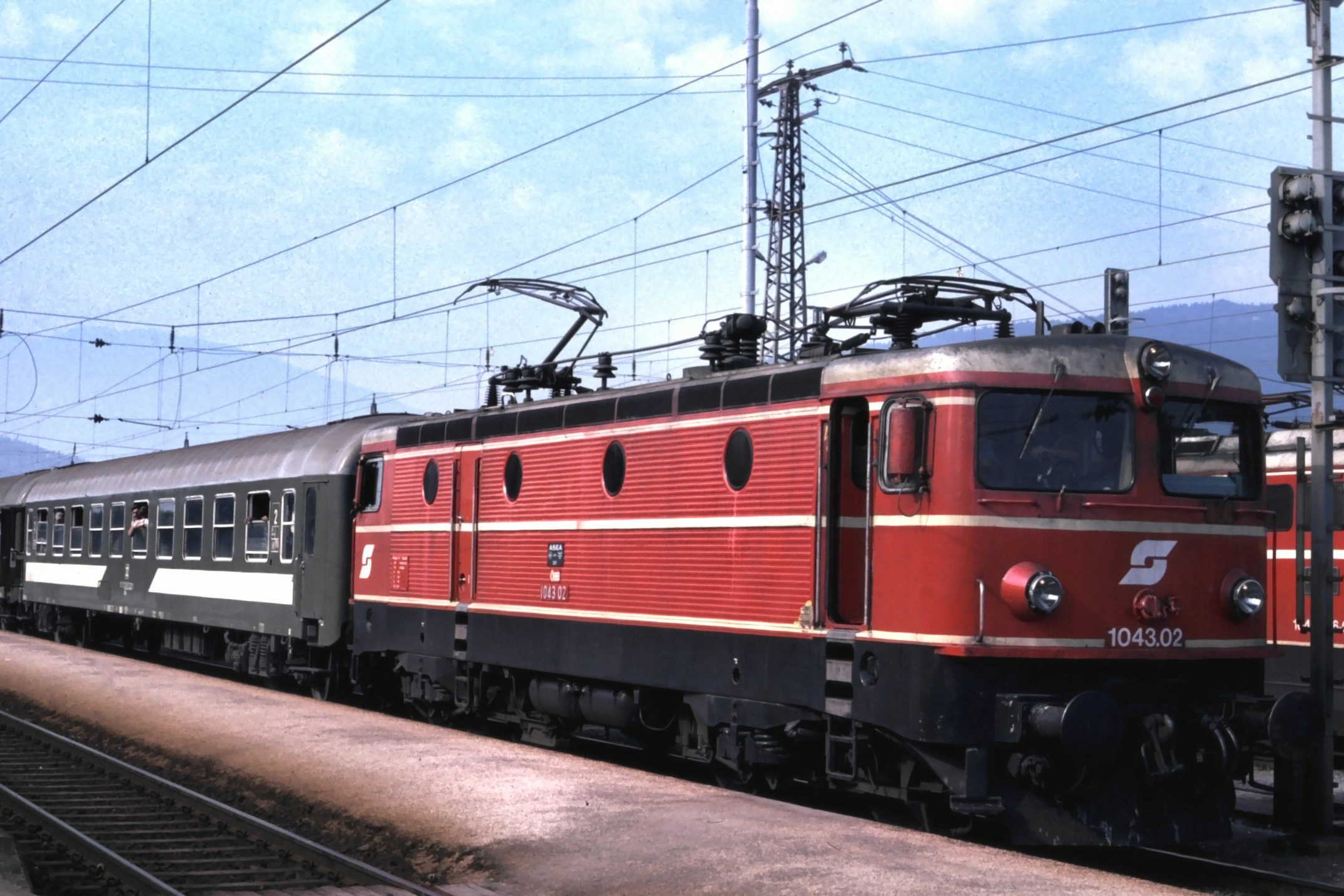
1043.02 in der in den 80er Jahren üblichen Lackierung (Villach, 3. Aug. 1986)

Die bisher verwendeten Wechselstrommotoren waren an einer Leistungsgrenze von 1000 kW pro Achse angelangt. Aus Schweden wurden erfolgversprechende Entwicklungen gemeldet: Bei ihren Rb-Maschinen wurden Gleichstrommotoren mit Stufenschalter und Diodengleichrichter eingebaut. Die Rc-Loks bauen als nächster Entwicklungsschritt auf die Thyristortechnologie, wobei die Zugkraft stufenlos mittels Phasenanschnittsteuerung des Wechselstroms geregelt wird. Testfahrten mit der Rb1 1001 am Semmering, der Rc1 1014 bei der Tauernbahn und der Rc2 1049 der SJ bewiesen, dass mit dieser Technologie eine bessere Zugkraftausnutzung möglich wurde. Daraufhin erfolgte eine Bestellung von zehn Loks bei ASEA in Schweden; die Zulieferteile wurden trotz Kapazitätsengpässen von österreichischen Lieferfirmen gefertigt. 1971 wurden 1043.001 bis 003 geliefert, im Februar 1972 die 004 und die restlichen sechs Loks nach einer kleinen Pause, in der andere Rc2 gefertigt wurden, dann 1973.
Die Reihe 1043 wurde überwiegend zwischen Villach und Tarvis im Güterverkehr eingesetzt. 1043 005 wurde 1999 aufgrund eines irreparablen Unfallschadens ausgemustert.

### Tågab Rc2

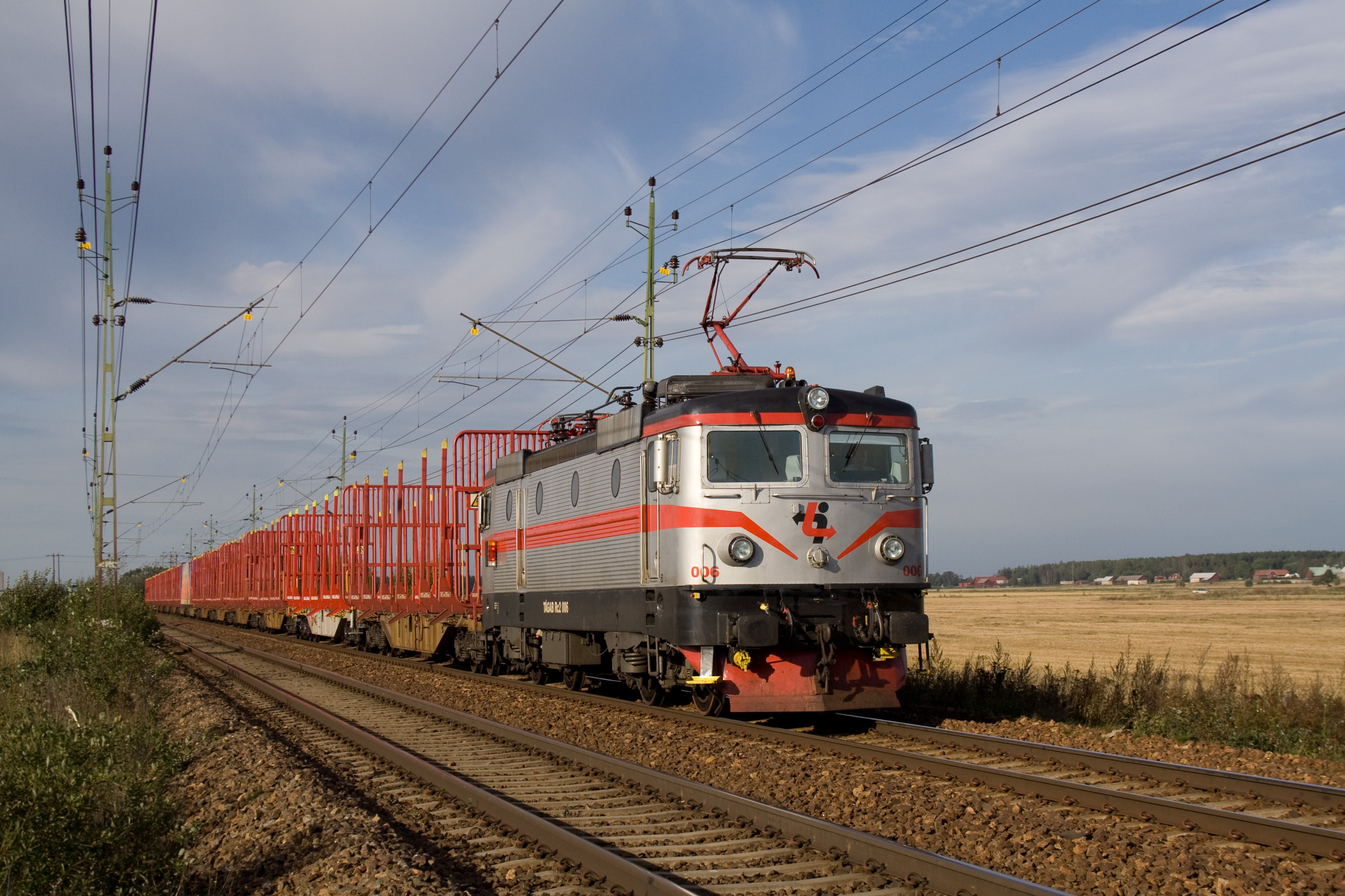
Tågab Rc2 006 zwischen Hallsberg und Örebro.

Die anderen neun Lokomotiven wurden 2001 an die Tågåkeriet i Bergslagen nach Schweden verkauft. Dort erhielten sie die Baureihenbezeichnung Tågab Rc2 (intern wurden sie als Rc2 ÖBB bezeichnet) mit den Betriebsnummern 001–004 sowie 006–010. Es erfolgte der Austausch des Bremssystems und die Vorbereitung für das Sicherheitssystem ATC Schweden. Sie erhielten die Farbgebung von Tågab in silber-rot.
Die Lokomotiven 006 und 007 sind mit Funkfernsteuerung ausgerüstet. Lok 004 wurde 2008 nach einem Transformatorbrand ausgemustert und 2013 in Vislanda verschrottet.

#### Banverket Produktion ELL
Zwischen 2001 und 2004 wurden Tågab Rc2 001–003 an Banverket Produktion als ELL 0001R–ELL 0001R3 verkauft. 2010 erfolgte der buchmäßige Eigentümerwechsel zu Infranord ELL.

### TGOJ Rc2
Tågab Rc2 004, 007 und 008 waren von 2002 bis 2006 an die TGOJ Trafik vermietet. Sie erhielten trotz des Leihverhältnisses die Baureihenbezeichnung TGOJ Rc2 mit den Betriebsnummern 410–412 sowie die grün-blaue Lackierung der Gesellschaft.

### Banverket ELL
Tågab Rc2 001–003 wurden zwischen 2001 und 2004 von Tågåkeriet i Bergslagen gekauft. Sie erhielten die Baureihenbezeichnung ELL für „Ellinjelok“ (deutsch „elektrische Streckenlokomotive“) und erhielten die Betriebsnummern Banverket ELL 0001R–0003R. Nach dem Kauf wurden sie gelb lackiert.

### Infranord ELL
Mit der Auflösung von Banverket 2010 ging der ehemalige Bereich Banverket Produktion mit den Fahrzeugen an die neu gegründete Gesellschaft Infranord über. Nunmehr sind die ehemaligen Banverket ELL 0001R–0003R als Infranord ELL 0001R–0003R im Einsatz.
ELL 0002R wurde 2013 und ELL 0001R 2017 wieder von Tågåkeriet i Bergslagen zurückgekauft und mit den alten Betriebsnummern Tågab Rc2 001–002 versehen. ELL 0003R wurde 2017 als STAB Rc2 003 an Svensk Tågkraft AB verkauft.

### STAB Rc2
2017 erwarb Svensk Tågkraft AB die ELL 0003R von Infranord, sie erhielt die Bezeichnung STAB Rc2 003.

## Konstruktion

### Mechanische Konstruktion
Der Lokkasten ist eine geschweißte, selbsttragende Konstruktion. Die Seitenwände sind mit Sicken verstärkt, die durch vier runde Bullaugen und eine Türe unterbrochen werden; zur Dachkante hin sind die Lüftergitter angebracht. Im Maschinenraum befinden sich mittig das Thyristor- und Transformatorgerät – beiderseits von Baugruppenschränken für Antrieb und Elektronik umgeben. Als Antrieb wird ein ASEA-Antrieb verwendet, die Getrieberäder sind schrägverzahnt mit 26:87 Zähnen. Der Kasten ruht auf einer geschweißten Stahlblechkonstruktion, die an den Fronten die Zug- und Stoßvorrichtung aufnimmt. Rahmen und Lokkasten ruhen auf einem Wiegebalken, der auf vier Schraubenfedern und auf je zwei zweiachsigen Drehgestellen – in Hohlkastenkonstruktion hergestellt – liegt. Die Zugkraftübertragung erfolgt über zwischen Drehgestellen und Wiegebalken befindliche – diagonal angeordnete – Streben auf den Brückenrahmen.

### Elektrische Konstruktion
Die drei großen Dachluken tragen die beiden Einholm-Stromabnehmer (Bauart VI), die Dachleitungen und den Hauptschalter. Ein Manteltrafo speist die vier fremdbelüfteten, achtpoligen Fahrmotoren mit Glättungsdrossel, die über eine stufenlose Thyristorbrücke gesteuert werden. 1043.004 bis 010 haben zusätzlich eine thyristorgesteuerte Gleichstromwiderstandsbremse mit 2400 kW Dauerleistung. Die Sicherheitseinrichtungen und das Bremssystem entsprechen der Baureihe ÖBB 1141, die Loks waren allerdings wie die Rc2 mit Scheibenbremsen ausgestattet.